# Étrépigny
Étrépigny ist eine französische Gemeinde mit 272 Einwohnern (Stand: 1. Januar 2022) im Département Ardennes in der Region Grand Est (bis 2015 Champagne-Ardenne). Sie gehört zum Arrondissement Charleville-Mézières, zum Kanton Nouvion-sur-Meuse und zum Gemeindeverband Ardenne Métropole. Die Einwohner werden Sterpiniens genannt.

## Geographie
Étrepigny liegt auf einem Plateau über der Maas, sieben Kilometer südlich von Charleville-Mézières. Umgeben wird Étrépigny von den Nachbargemeinden Chalandry-Elaire im Norden, Flize im Süden, Osten und Westen sowie Saint-Marceau im Nordwesten.

## Bevölkerungsentwicklung
| Jahr                       | 1962 | 1968 | 1975 | 1982 | 1990 | 1999 | 2006 | 2011 | 2019 |
| -------------------------- | ---- | ---- | ---- | ---- | ---- | ---- | ---- | ---- | ---- |
| Einwohner                  | 183  | 161  | 154  | 231  | 217  | 217  | 263  | 261  | 299  |
| Quellen: Cassini und INSEE |      |      |      |      |      |      |      |      |      |

## Sehenswürdigkeiten

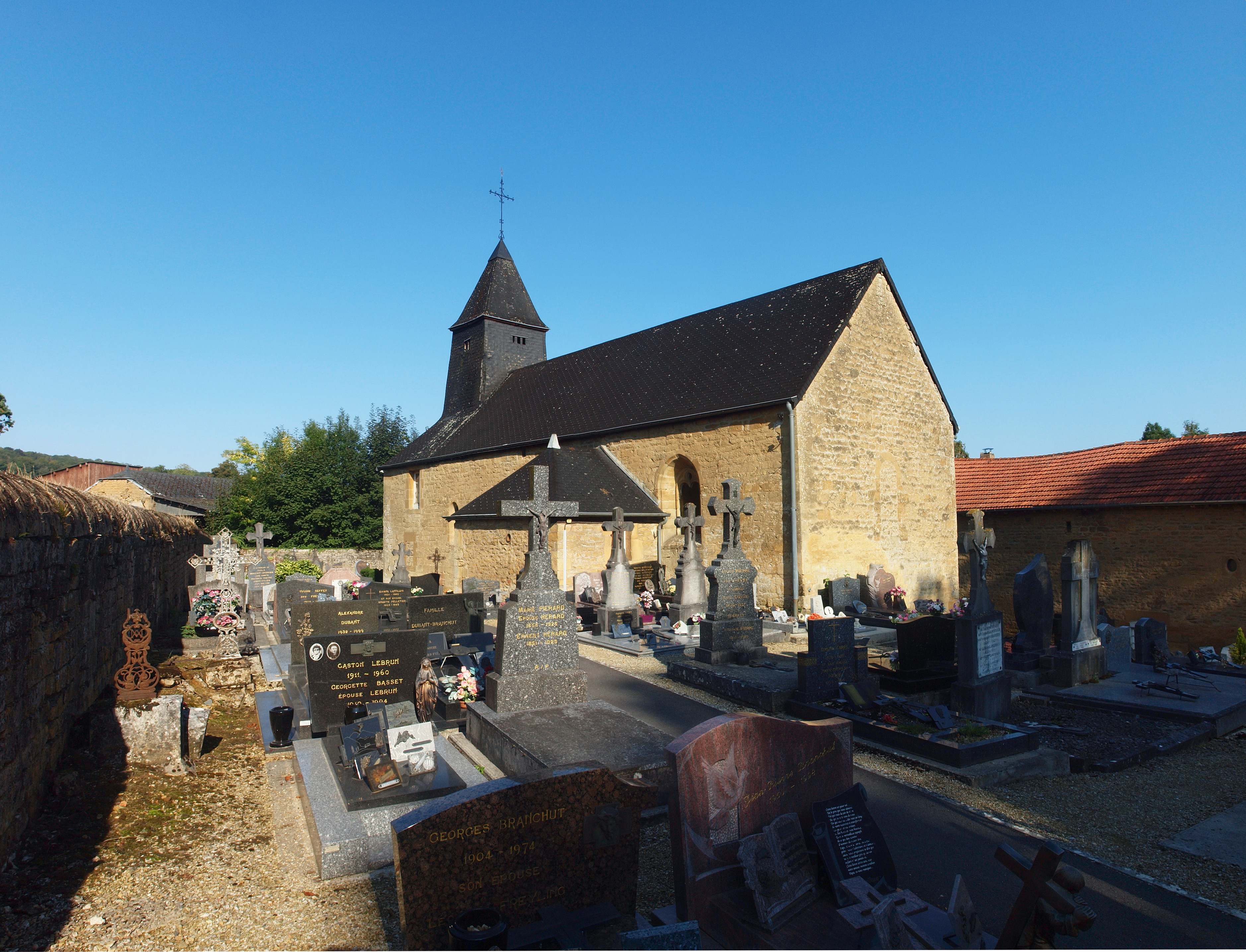
Kirche Saint-Julien
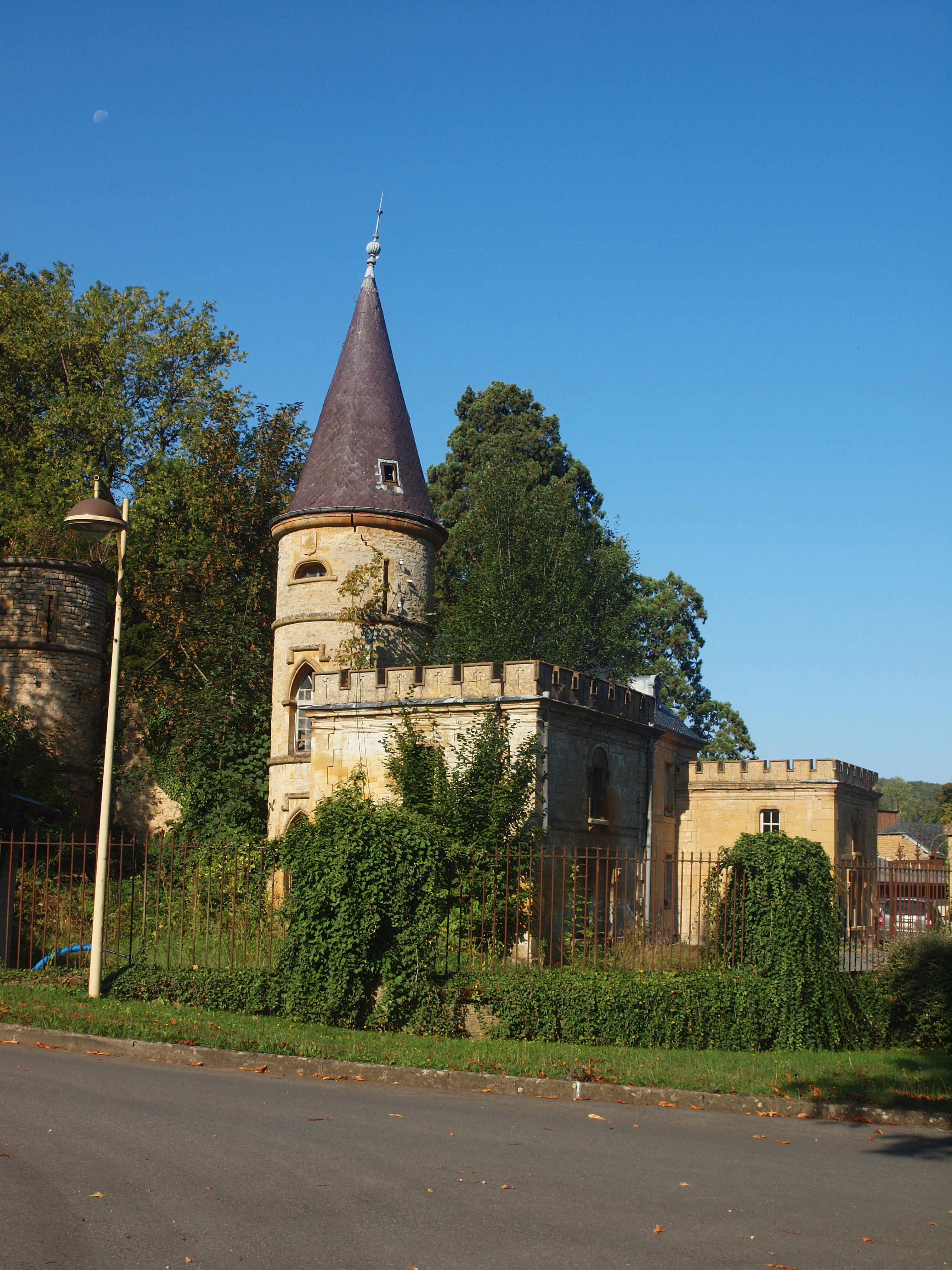
Schloss

- Kirche Saint-Julien
- Schloss

## Trivia
Am 26. September 1989 wurde der Asteroid (7647) Etrépigny nach der Gemeinde benaant.

## Persönlichkeiten
- Jean Meslier (1664–1729), Priester und Aufklärer